# Arena
För andra betydelser, se Arena (olika betydelser).

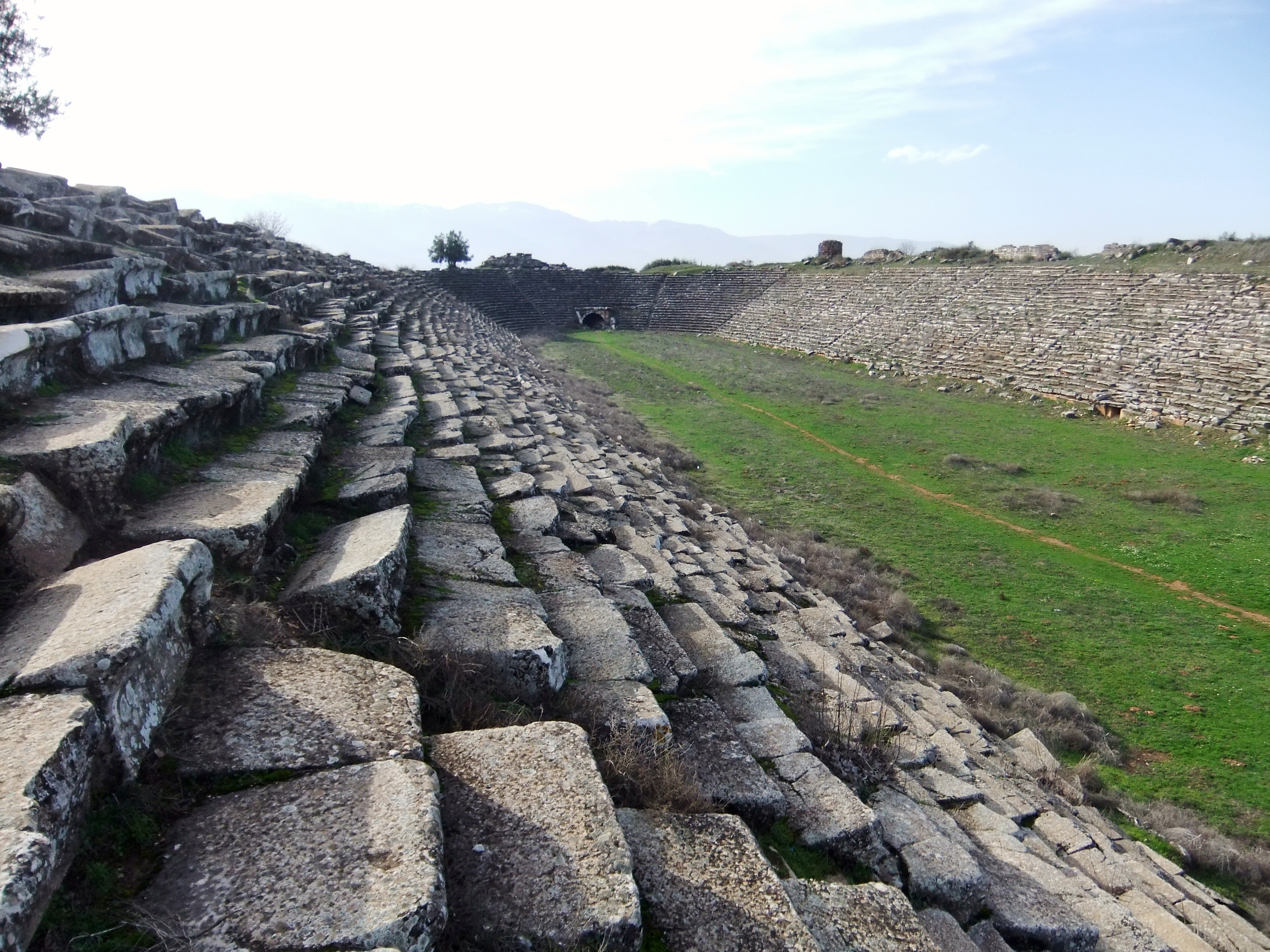
Arena i före detta Västarmenien

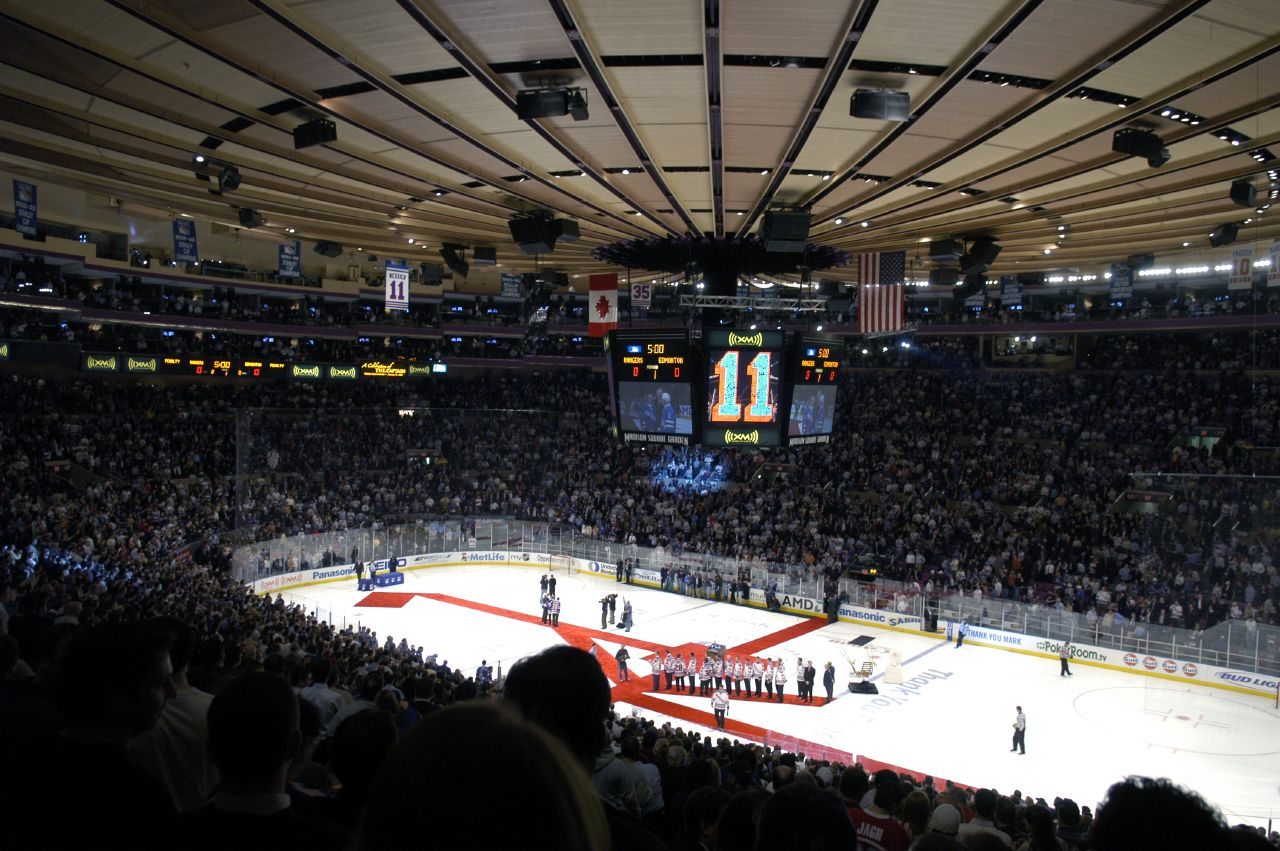
Arenan Madison Square Garden i New York, New York, USA.

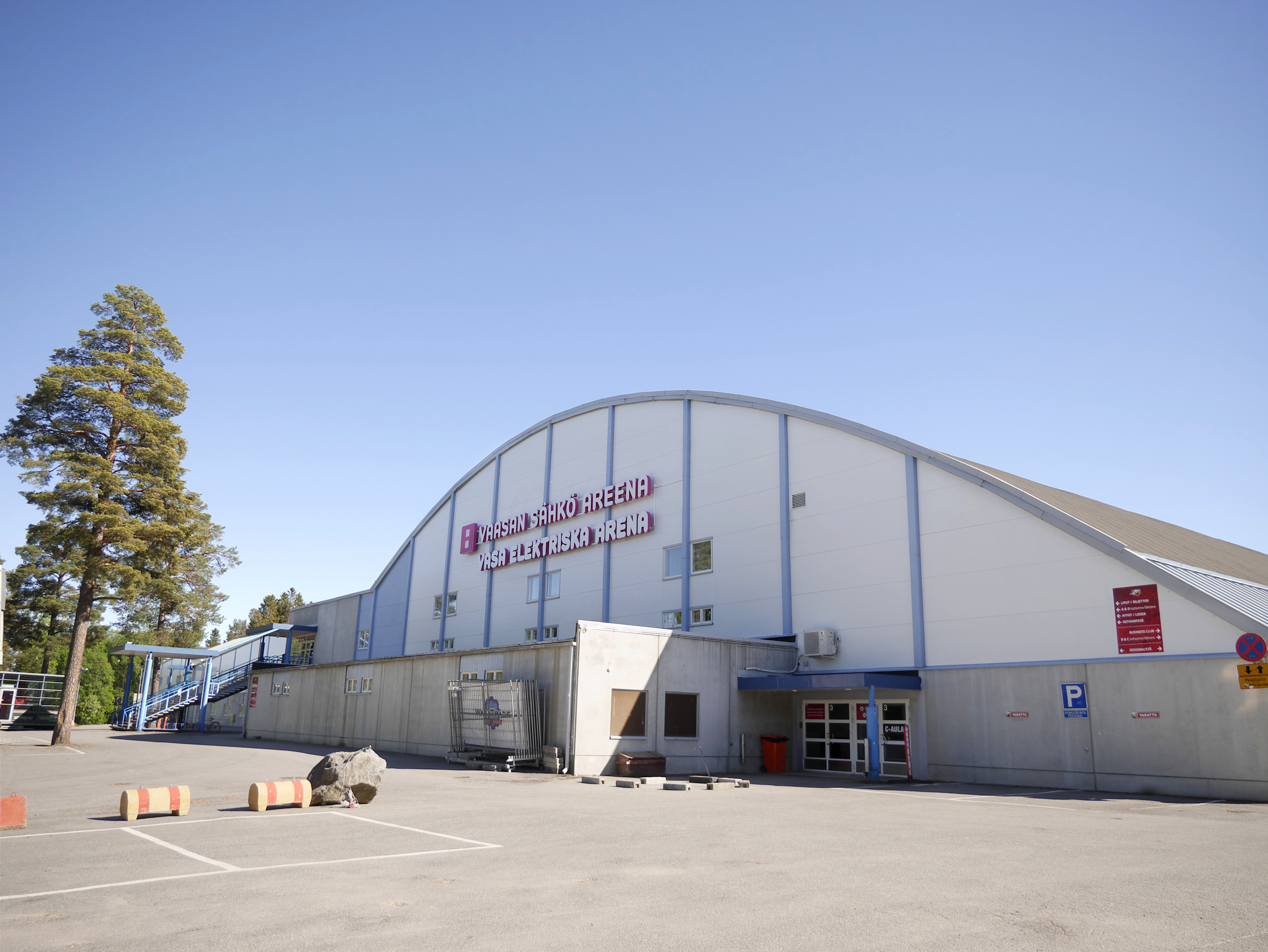
Vasa Elektriska Arena i Vasa, Finland.

Arena är ett avgränsat område med läktare för konserter, idrott och liknande arrangemang. Arenorna kan vara specialiserade för ett syfte, till exempel en sport, eller vara mer eller mindre anpassningsbara för olika arrangemang. En större arena som kan användas för flera olika typer av evenemang kallas multiarena.

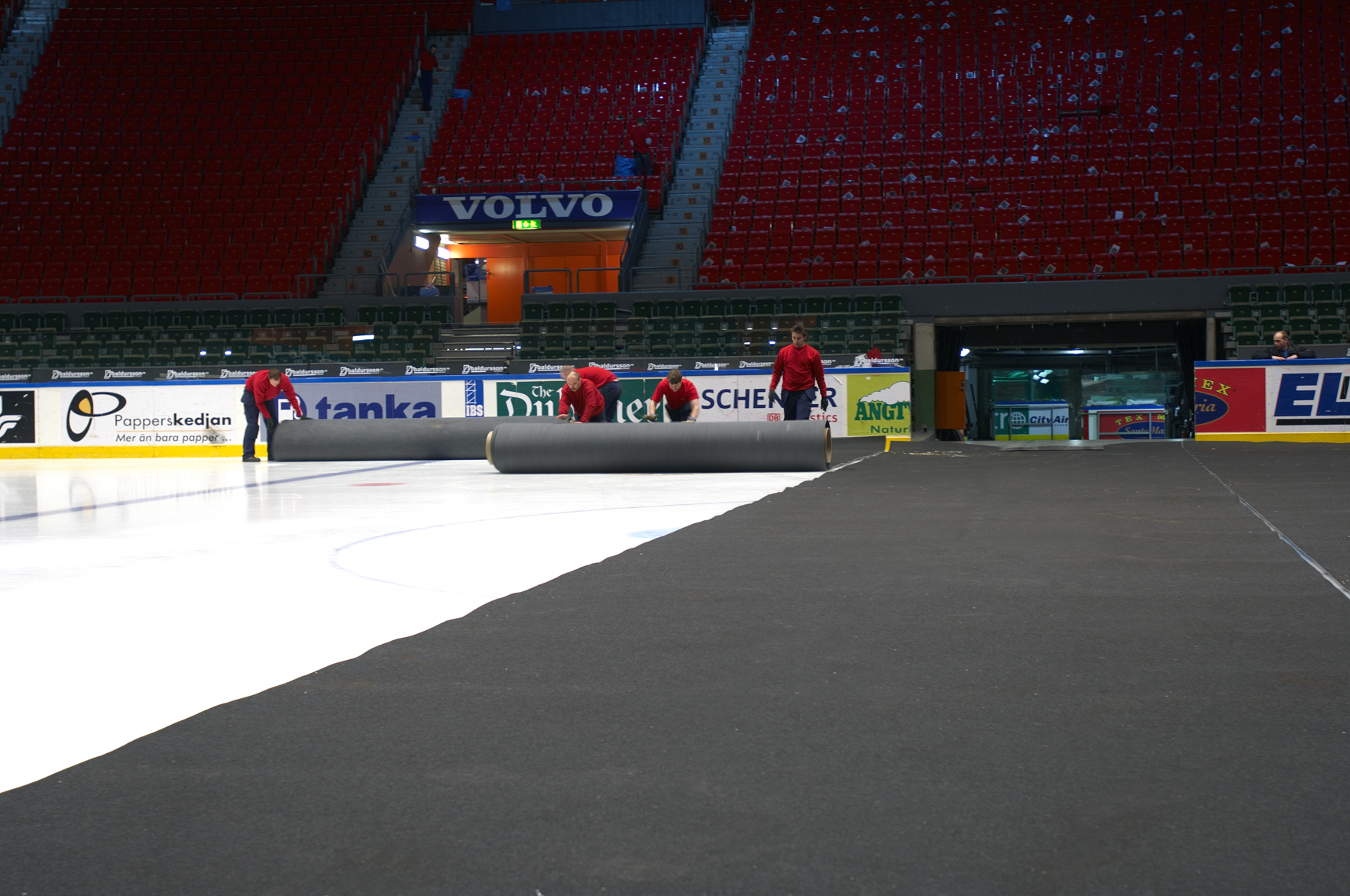
Installation av isolerande matta på Scandinaviums is.

Multiarenor byggs för att snabbt kunna ändra användningsområde, t ex med stora portar som gör det möjligt att köra in med tunga fordon, stabila fästpunkter i tak för bildskärmar och strålkastare, golv av olika slag som gör det möjligt att låta isen vara kvar och så vidare.
Ursprungligen var arenan den med sand beströdda  cirkulära eller ovala öppna stridsplatsen i romarnas amfiteater. Ordet kommer från latinets "harena", en finkornig sand som användes för att suga upp och täcka det blod, som antikens gladiatorspel gav upphov till.

## Arenor i världen
Exempel på amfiteateranläggningar som är konstruerade för att kunna ta emot ett stort antal åskådare är Rose Bowl i Pasadena, USA. Historiens mest kända exempel är Colosseum i Rom, uppförd åren 72–80 efter Kristus med plats för minst 50 000 åskådare. Som mest utbyggd tog Colosseum 85 000 åskådare. Endast 24 moderna arenor har plats för en större publik. Moderna arenor har fortfarande funktionen att visa teater, musikuppföranden eller sportevenemang. De består av en stor öppen yta, omgiven på alla sidor av upphöjda, mestadels i trappstegsform, säten eller bänkar för åskådare. Att spelplatsen är nedsänkt med publiken runt om ger maximal sikt för åskådarna. 

## Arenor i Sverige i urval
I Sverige byggdes, eller renoverades grundligt, ungefär 50 arenor för bland annat elitidrott mellan år 2000 och 2014. Enligt Karin Book vid Malmö högskola saknas vilja att studera de effekter arenorna har, detta trots de stora summor pengar som läggs på att bygga arenor. Christer Östlund vid Sveriges Kommuner och Landsting menade att det finns ett brett erfarenhetsutbyte mellan kommunerna.
| Arena                | Invigd | Platser (ishockey) | Publikrekord (konsert) |
| -------------------- | ------ | ------------------ | ---------------------- |
| Strawberry Arena     | 2012   |                    | 57 520                 |
| ABB Arena (Bandy)    | 2007   |                    | 10 000                 |
| Hägglunds Arena      | 2006   | 7 600              | 9 600                  |
| Monitor ERP Arena    | 2006   | 8 585              | 11 500                 |
| Avicii Arena         | 1989   | 13 850             | 16 337                 |
| Göransson Arena      | 2009   |                    | 10 000                 |
| Hovet                | 1955   | 8 094              | 17 098                 |
| Löfbergs Arena       | 2002   | 8 647              | 10 300                 |
| Malmö Arena          | 2008   | 13 700             | 15 000                 |
| Saab Arena           | 2004   | 8 500              | 11 500                 |
| Scandinavium         | 1971   | 12 044             | 14 606                 |
| Tegera Arena         | 2005   | 7 650              |                        |
| NKT Arena Karlskrona | 2005   | 5050               | 5050                   |
| Behrn Arena (ishall) | 1966   | 5 208              |                        |

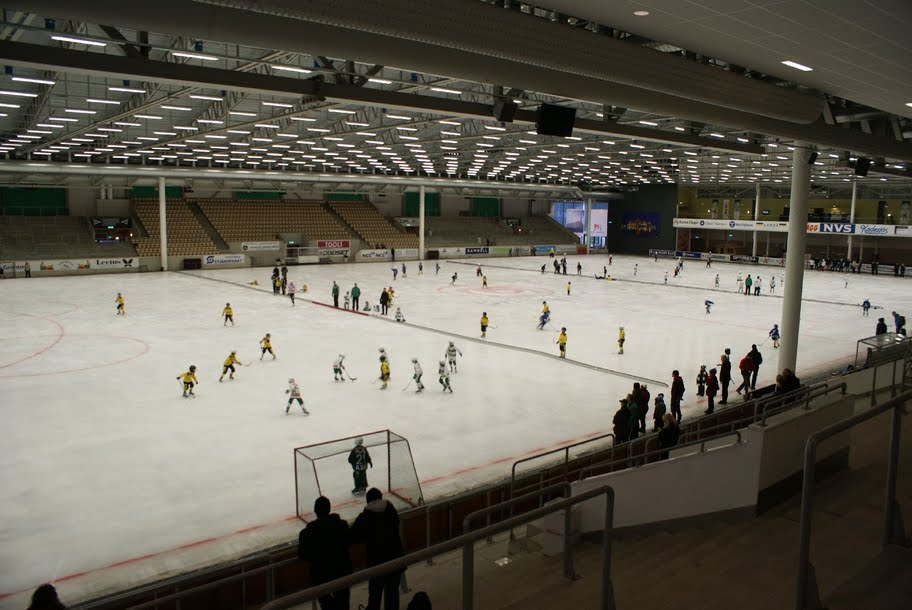
ABB Arena Syd i Västerås
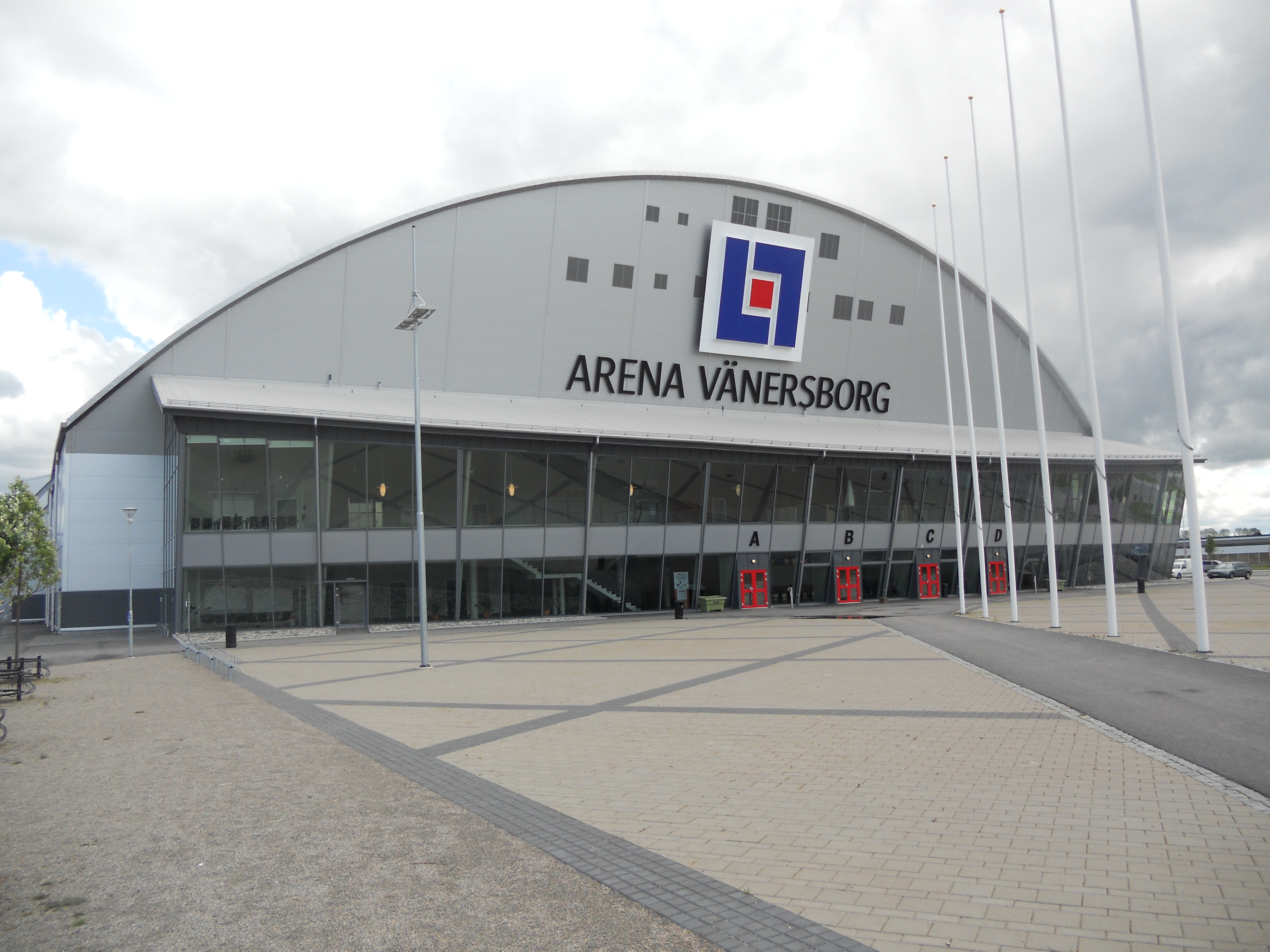
Arena Vänersborg i Vänersborg.
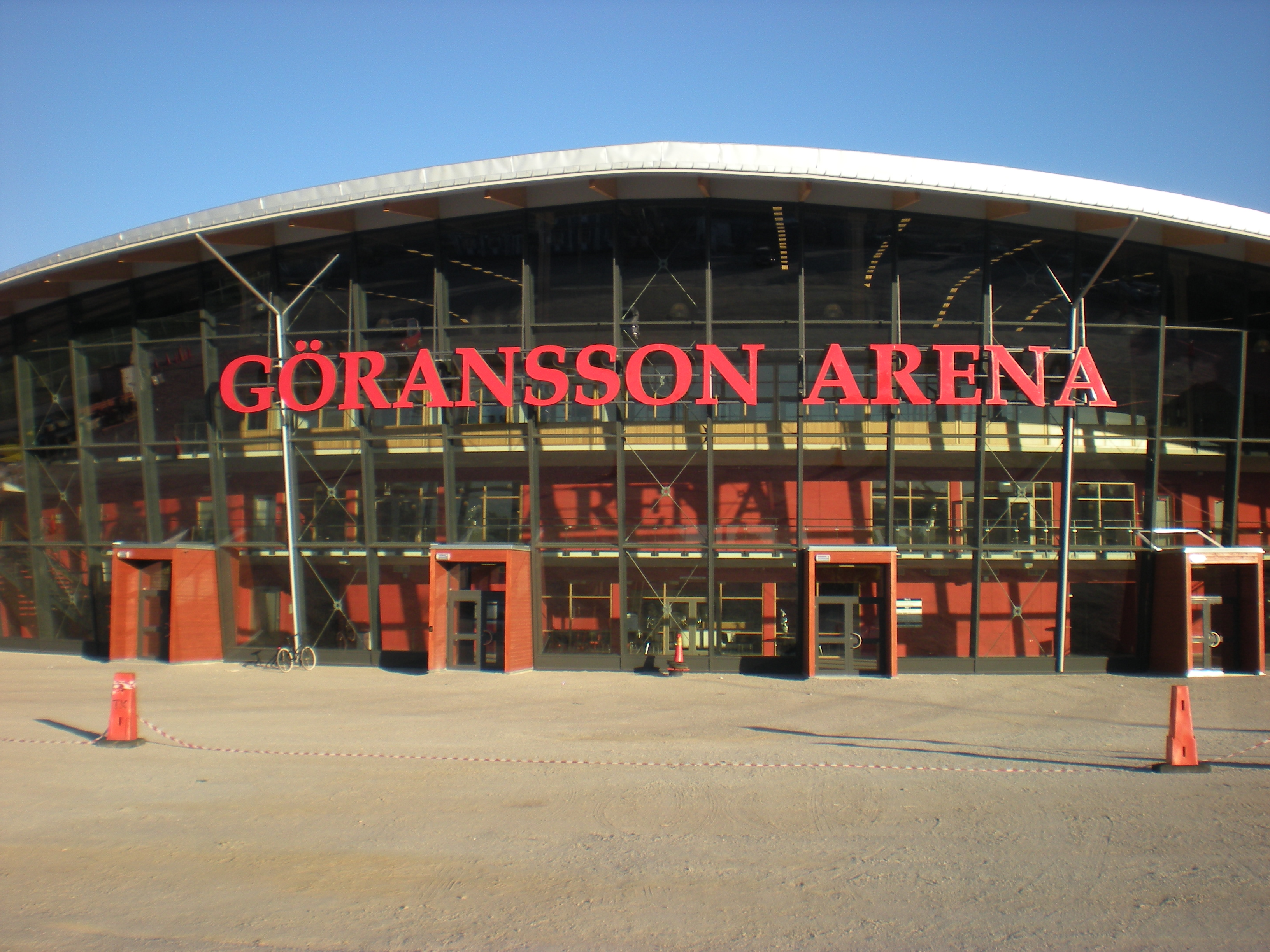
Göransson Arena i Sandviken.
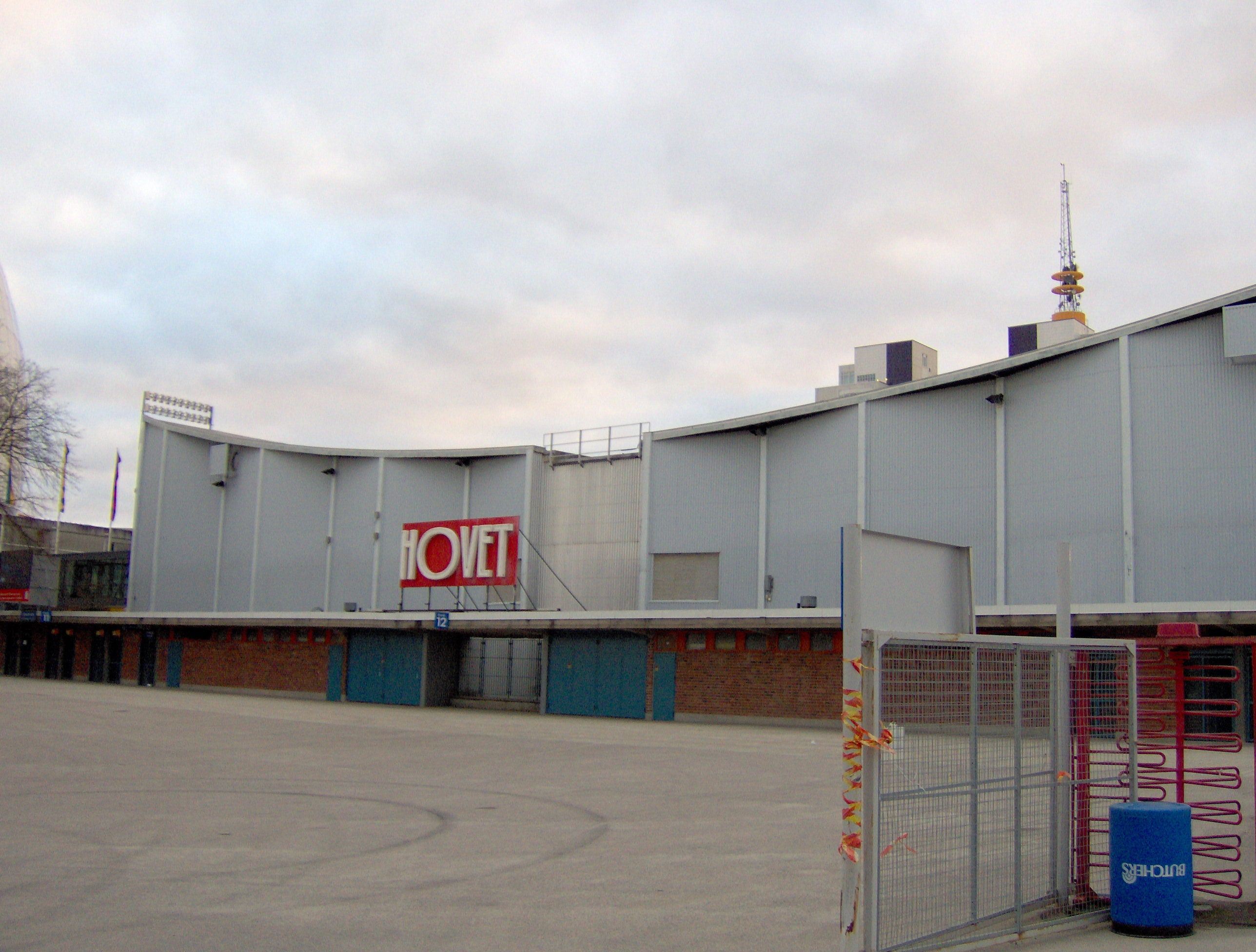
Johanneshovs isstadion i Stockholm.
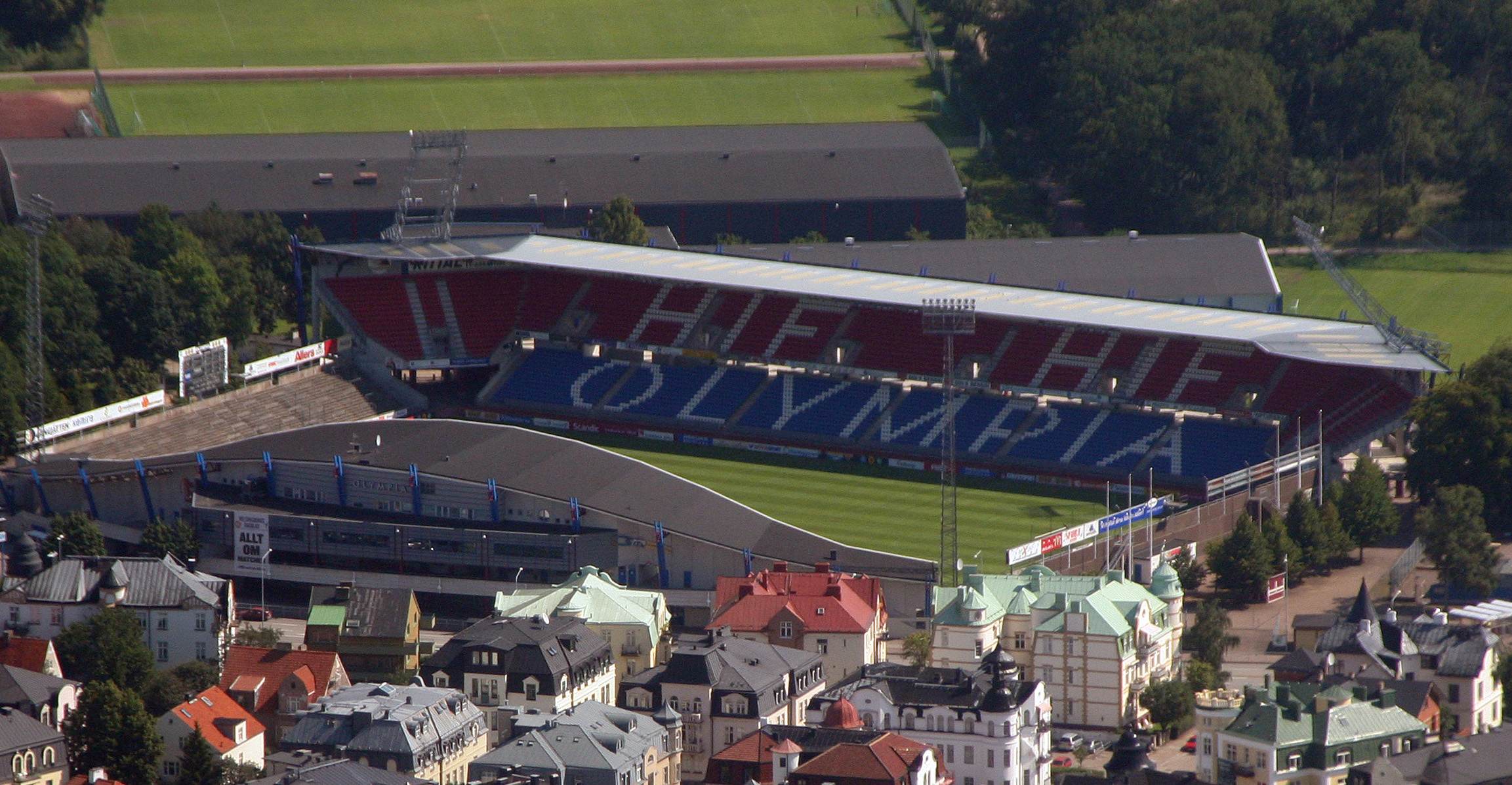
Olympia i Helsingborg.
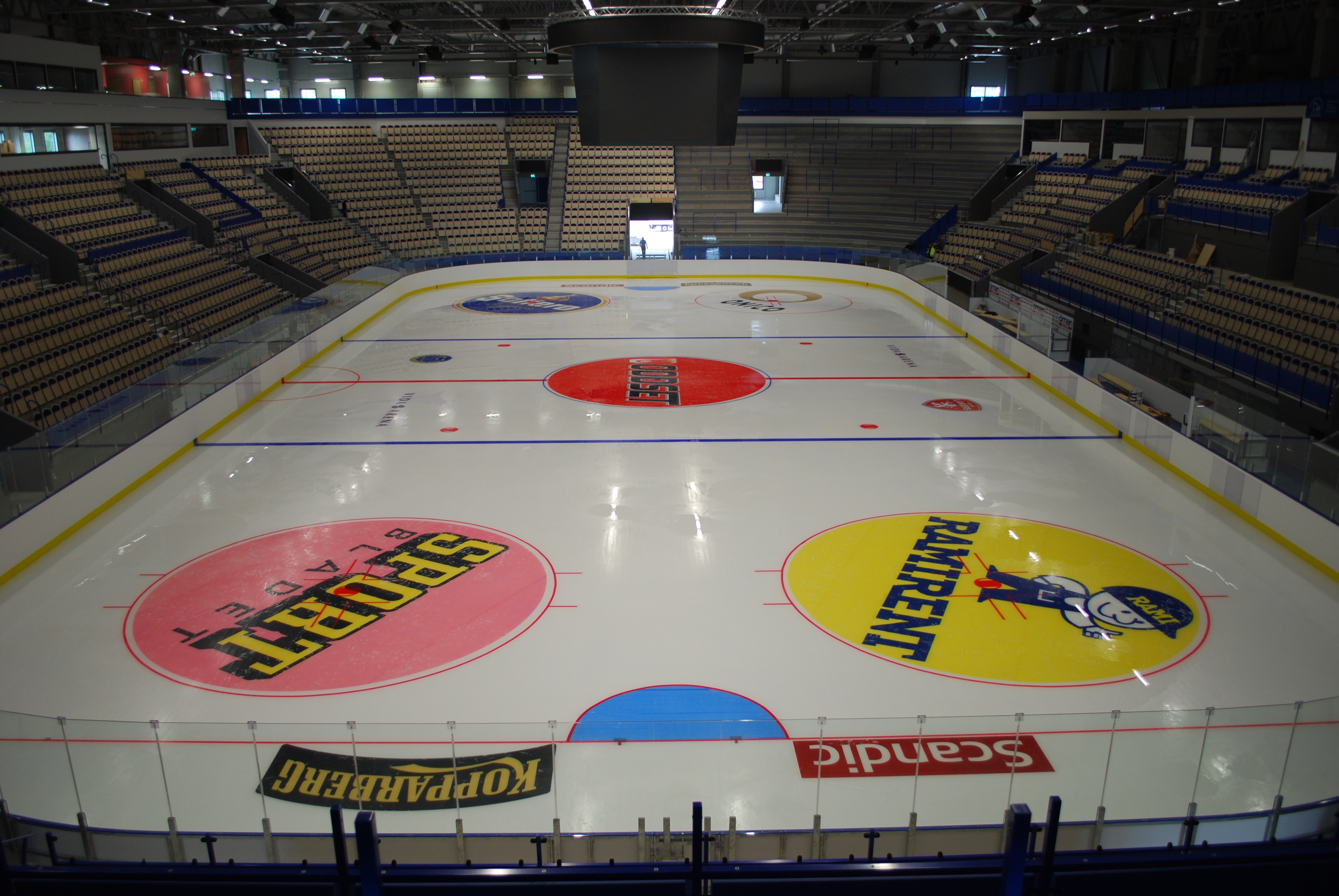
Vida Arena i Växjö.
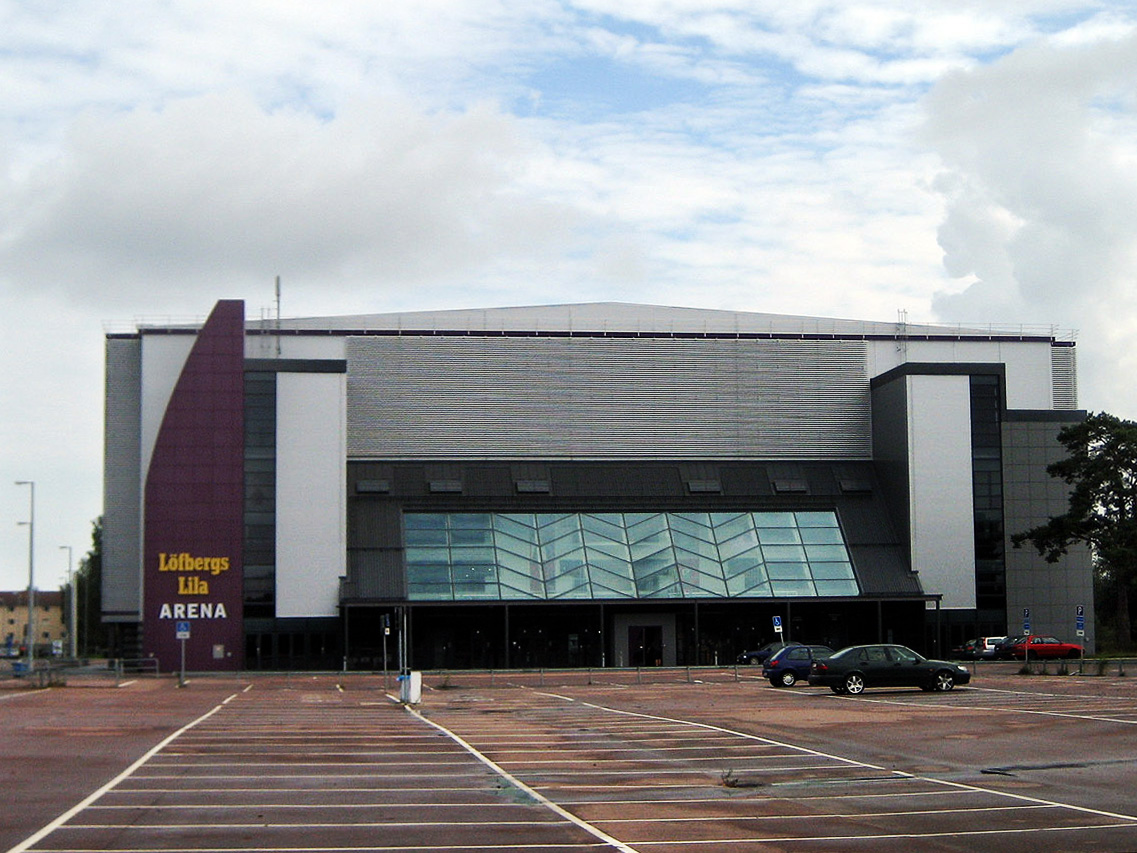
Löfbergs Arena i Karlstad.
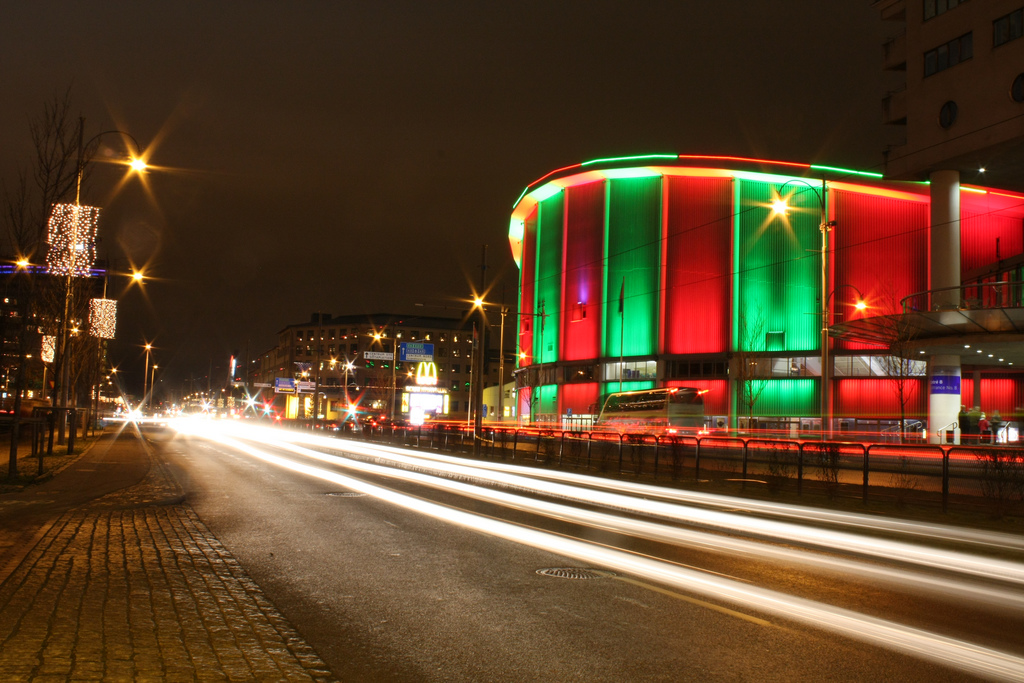
Scandinavium i Göteborg
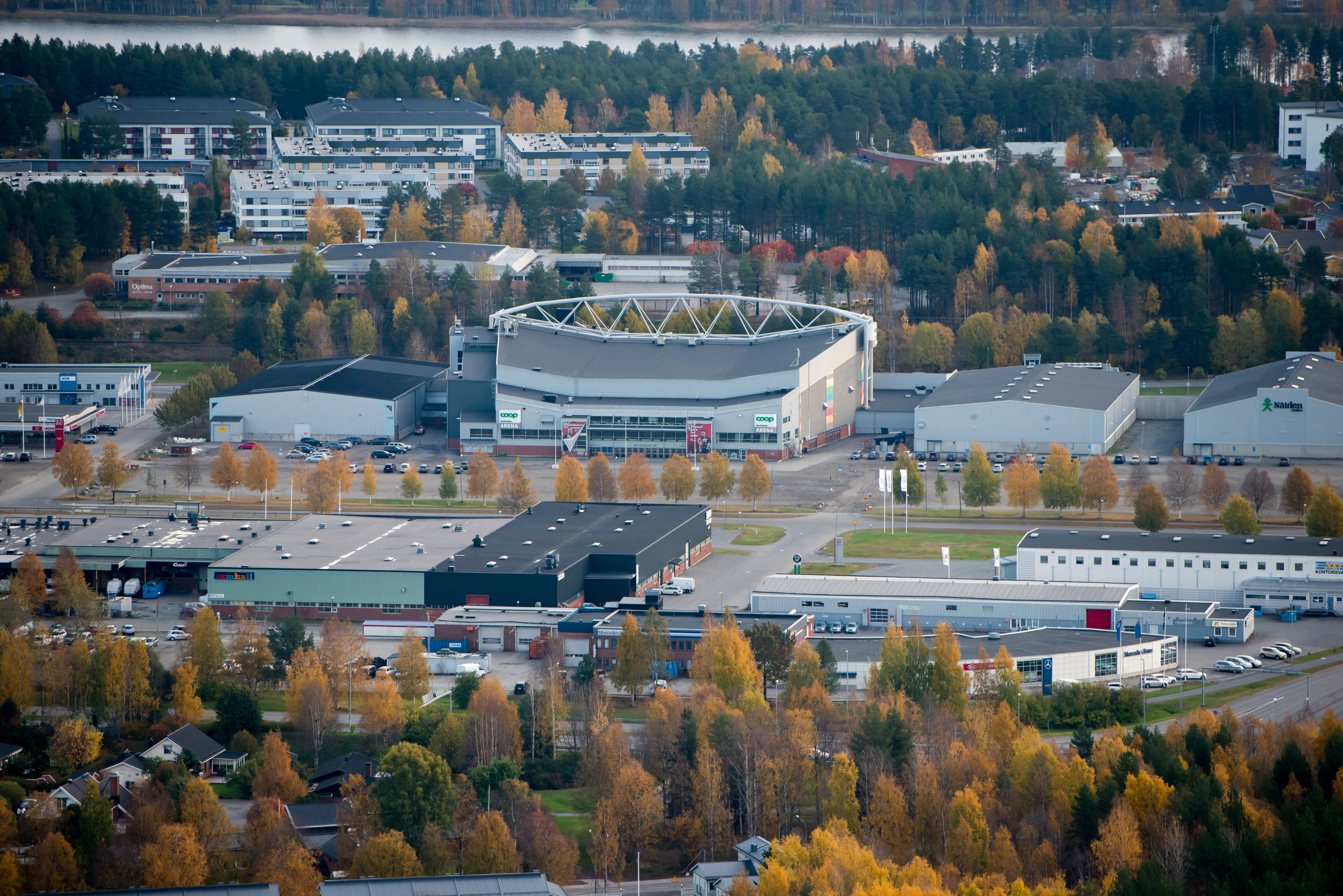
Coop Norrbotten Arena i Luleå